# Bökershammer

Bökershammer um 1890

Der Bökershammer lag in Burscheid südöstlich von Kaltenherberg, südwestlich von Dabringhausen Gut Luchtenberg im Bergischen Land in Nordrhein-Westfalen. Der Eisenhammer ist wüst, und nur noch zwei Eiben am Eifgenbach und Mauerreste zeugen von seiner Lage.
Im Jahre 1658 erhielt Niklas Höller, Pulvermacher auf dem Kaltenherberg, vom Kloster Altenberg die Erlaubnis, eine Pulvermühle zu erbauen.
Im Burger Lagerbuch heißt es 1676, Johann Höller auf der Kalterherbergen hat eine Pullvermülle auf die Eiffische an die altenberger Fischerey erbawet, worab derselbe sich eingelaßen vermög in Anno 1676 biß 1677 beybrachten gnedigsten Befelchs iährlichs termino Martini vor eine erkentnuß Zu bezahlen anderthalben Reichthaler.
1696 hat Clas Pulvermacher zu Kaltenherberg auf dem Eifgenbach eine Pulvermühle gehabt, die vergänglich geworden. Danach hat Johann Höller 1702 zu Kaltenherberg auf dem Eifgenbach eine Pulvermühle gehabt, sie ist abgegangen.
Theis Höller auf der Kaltenherberg ist am 23. Oktober 1714 schuldig die Kurmut an Altenberg wegen Schmidts Gut in Dhün.
1721 kam es zu einem Vergleich zwischen Clemens Böcker auf dem Kaltenherberger Hammer und Tilmann Goldenberg auf dem Hagen über ein Wegerecht vor der Türe am Gerstauer Stahlhammer gegen Zahlung von einem Taler jährlich.
Eine Karte des Hanscheider Hofes in Burscheid zeigt 1804 ein Haus mit Text „Eisenhammer“.